# De Olijftak (Amsterdam)
De Olijftak werd in 1956 gebouwd als Doopsgezinde kerk aan de Arthur van Schendelstraat in tuinstad Slotermeer in Amsterdam Nieuw-West. Het gebouw uit de wederopbouwperiode is kenmerkend voor het oeuvre van de architect Karel Sijmons.

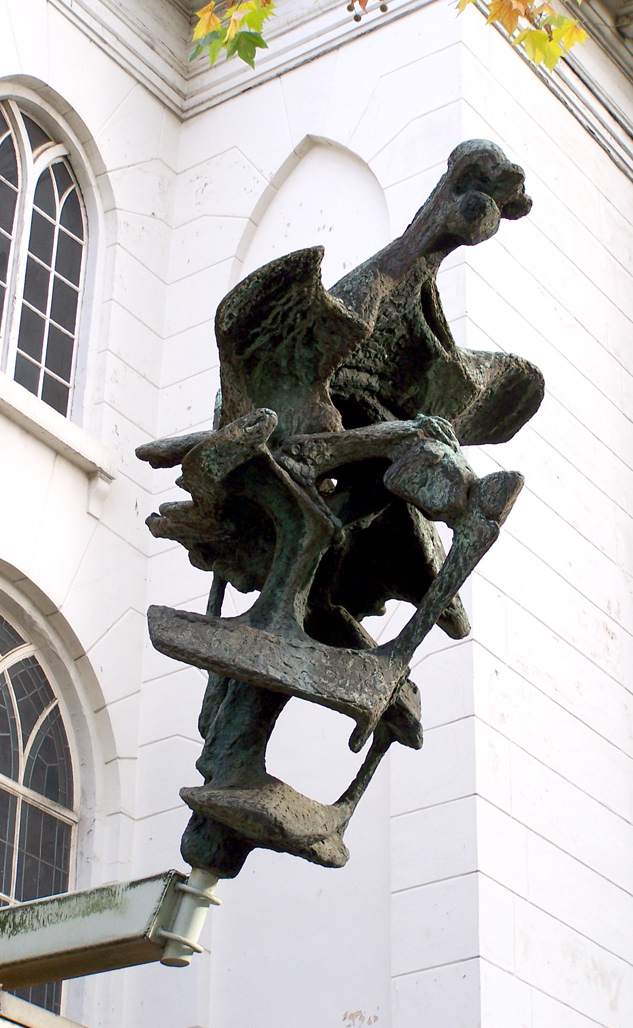
sculptuur van Couzijn, nu aan de Singelkerk

Als Doopsgezinde kerk kwam het bouwwerk buiten gebruik in 1969, het werd toen verkocht aan de Gereformeerde Kerk en werd door dit kerkgenootschap benut tot 1993. Na jaren van leegstand is de Marokkaanse moskee El-Hijra er gevestigd.
Het in 1957 door Willem van Leeuwen gebouwde en in deze kerk geplaatste orgel is in 1996 overgenomen door de hervormde kerk in Sirjansland.
Een door Wessel Couzijn in 1955 gemaakte sculptuur, Vliegende vogel, die sinds 1956 buiten aan de linker zijmuur van deze kerk hing, is hier verwijderd en herplaatst naar boven de ingang aan de Herengracht van de Doopsgezinde Singelkerk in het centrum van Amsterdam.
Sinds 2011 staat het gebouw op de gemeentelijke monumentenlijst. Het moskeebestuur maakt sinds 2015 plannen voor uitbreiding waarbij de grote zaal behouden zal blijven.